# Morąg

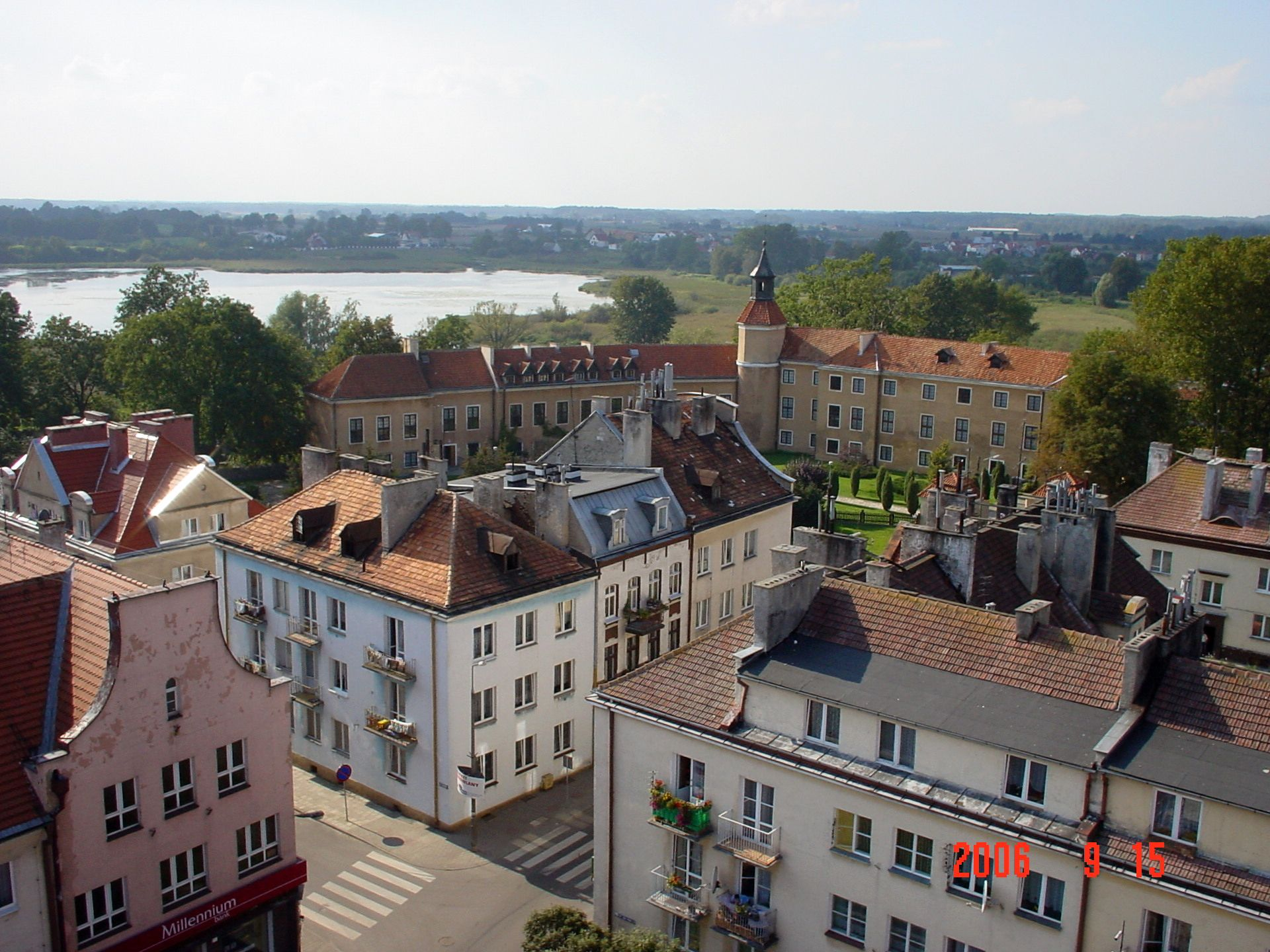
Vue du centre historique et de l'ancien château des Dohna.

Morąg (en allemand : Mohrungen, en vieux-prussien : Marangan, en lituanien : Maurungėnai) est une petite ville polonaise à l'ouest de la voïvodie de Varmie-Mazurie, anciennement en Prusse-Orientale.

## Géographie
La ville se dresse sur la rive orientale des lacs d'Eylau, à l'ouest de l'ancienne province de Prusse-Orientale, à 44 km au sud-est d'Elbląg et 38 km au nord-ouest d'Olsztyn. Cette région de collines, dont les ondulations atteignent une amplitude d'à peine 100 m, est ponctuée de champs, de bois et de lacs. Le lac de Scherting fait face aux portes de la ville et les plages du lac de Nariensee (1 249 ha) ne sont qu'à quelques kilomètres à l'est.

## Historique

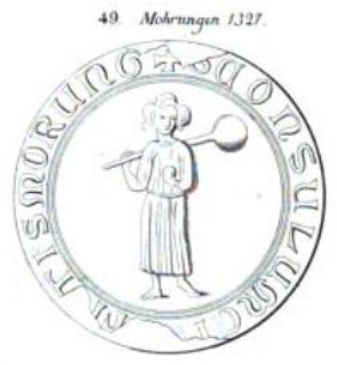
Le sceau de 1327 représente un pèlerin, sa crosse et sa gourde, entourés de l'inscription CONSULUM CIVITATIS MORUNG.

C'est sans doute au cours du dernier quart du XIIIe siècle que les chevaliers de l'Ordre teutonique s'emparèrent du fort en rondins des Prussiens occupant une presqu'île du lac de Scherting. Ce fort est désigné en 1328 comme de Morungen, en 1340 comme Morungen et en 1364 comme Marungen. Ce toponyme rappelle les marais de Mohrung, depuis longtemps drainés et asséchés, désignés dans la charte urbaine renouvelée le 17 décembre 1331 comme le lacus Maurin : mare / mary / marre désignait en vieux-prussien un marais fangeux.
Dès le début du XIVe siècle, une bourgade s'était formée autour, sous la protection de son seigneur Peter von Sumpf, bien que le fondateur officiel de la ville soit Hermann von Oettingen : en tant que commandeur teutonique d'Elbing, c'est lui qui, en effet, accorda en 1327 (et non en 1302,,) les privilèges urbains selon le droit de Culm.
À l'issue de la bataille de Grunwald, les Polonais et Lituaniens s'emparèrent en 1410 de la place, et en 1440, Mohrungen se joignait à la Ligue de Prusse formée pour combattre l'Ordre teutonique et fut engagée de 1454 à 1466 dans la Guerre de Treize Ans. La reconquête de Mohrungen par l'Ordre (1461) est un succès du commandeur d'Elbing, Heinrich Reuß von Plauen. Il établit sa capitainerie générale dans cette ville, reprise et incendiée par les Polonais au cours de la Guerre polono-teutonique (1519-1521). Au terme de la Réforme, la sécularisation de l'Ordre teutonique et la fondation du duché de Prusse (1525) firent de Mohrungen un fief du burgrave Peter zu Dohna.
Le 25 janvier 1807 se déroula la bataille de Mohrungen qui opposa les troupes napoléoniennes commandées par Bernadotte et russes commandées par Bennigsen. La victoire échut aux Français, qui perdirent 1000 hommes, les Russes en perdant 1500.
Jusqu'en 1945, Mohrungen est le chef-lieu de l'arrondissement de Mohrungen (de) dans le district de Königsberg de la province de Prusse-Orientale.

## Personnalités liées à la ville
- Abraham Calovius (1612-1686), théologien.
- Johann Gottfried von Herder (1744-1803), poète.
- Heinrich zu Dohna-Wundlacken (1777-1843), homme politique.
- Otto Ungerbühler (1799-1857), homme politique.
- Otto zu Dohna-Reichertswalde (de) (1802–1875), homme politique.
- Reinold von Thadden (1891-1976), homme politique.
- Elisabeth von Thadden (1890-1944), assistante sociale et pédagogue, résistante contre le nazisme.